# 斯塔克城 (密蘇里州)
斯塔克城（英語：Stark City）是位於美國密蘇里州牛頓縣的村。

## 人口
根據2020年美國人口普查的數據，斯塔克城的面積為0.85平方千米，皆為陸地。當地共有人口125人，而人口密度為每平方千米147人。